# Carmela Jeria
Carmela Jeria Gómez (Valparaíso, 16 de julio de 1886-1966), fue una activista, obrera tipógrafa chilena, dirigienta social y feminista, conocida como la "primera periodista obrera" del país. Fue la fundadora de La Alborada, el primer periódico obrero feminista en Chile.

## Contexto social
A mediados de 1800, Chile comenzó a desarrollar su economía sobre la base de la explotación de sus recursos naturales, siendo el principal el salitre en el Norte, lo que generaba recursos para el desarrollo de infraestructura, movilizar la agronomía y otras industrias. Así mismo, este desarrollo económico generó una nueva estructura social en la zona, producto de las migraciones del sur al norte.
Sin embargo, las condiciones laborales de esa época eran muy precarias, lo que generó una serie de movilizaciones obreras, que exigían mejores salarios y jornadas laborales más acotadas; muchas de éstas fueron brutalmente reprimidas por la fuerza policial, como la Semana Roja en Santiago en 1905, o la matanza en la Escuela Santa María de Iquique, en diciembre de 1907.
Estas manifestaciones, además, ocurrían en un contexto de organización obrera, la que comenzó a configurarse a mediados de 1800, a través de Sociedad de Socorros Mutuos, federaciones y mancomunidades de trabajadores; producto de esta organización se fundó luego la Federación Obrera Chilena en 1909, y finalmente el Partido Obrero Socialista en 1912, por medio de la acción de Luis Emilio Recabarren.

## Sindicalismo y proyecto editorial
Jeria nació en Valparaíso, fue hija del agente de policía e intelectual Mauricio Jeria y ayudante del Primer Juzgado del Crimen de Valparaíso, y de María Gómez. Tuvo dos hermanos mayores: Rogelio y Mercedes.
Trabajó como obrera tipógrafa en la litografía Gillbert de su ciudad natal, de donde fue despedida producto de su participación activa al promulgar un discurso en la manifestación del 1° de mayo.
Posteriormente, a la edad de 19 años, Jeria fundó el periódico La Alborada, destacando como el primero periódico obrero feminista de tirada bimensual. El periódico se desarrolló en Valparaíso entre septiembre de 1905 y agosto de 1906, y luego en Santiago, entre noviembre de 1906 y mayo de 1907, gracias a la participación de Esther Valdés, dirigenta obrera e impulsora de la Asociación de Costureras Protección, Ahorro y Defensa.  
Usando la visibilidad de su medio impreso, Jeria se dedicó a promulgar sus ideas políticas, relacionadas con los derechos de los trabajadores y especialmente de las mujeres trabajadoras, denunciando los diferentes medios de "opresión" que las restringen, así como la importancia de la participación femenina en organización del movimiento obrero.

### Matrimonio e hijos
Contrajo matrimonio con Manuel Schuman Hasin, un inmigrante libanés, refugiado de la Primera Guerra Mundial, con quien tuvo hijos. Comenzó una vida itinerante, viajando a lo largo del país vendiendo las telas que su esposo importaba.

## Aportes al Movimiento Feminista
El desarrollo de una vida activa a través de la denuncia de la situación precarizada de la mujer en esa época y el desarrollo de la primera publicación denunciando esta situación promovió una serie de actividades que favorecieron la creación del Movimiento Pro-Emancipación de las Mujeres de Chile (MEMCH) en 1935, cuya existencia logró el derecho a voto de la mujer.

## Últimos años de vida
Siguió trabajando por lo menos hasta la década de 1950 como obrera tipógrafa y linotipista, en diferentes imprentas.